# Halonympha leiomyoides
Halonympha leiomyoides is een tweekleppigensoort uit de familie van de Halonymphidae. De wetenschappelijke naam van de soort is voor het eerst geldig gepubliceerd in 1981 door Poutiers.